# John Naber
John Naber (Evanston, Estados Unidos, 20 de enero de 1956) es un nadador estadounidense retirado especializado en pruebas de estilo espalda, donde consiguió ser campeón olímpico en 1976 en los 100 metros y 200 metros espalda, 4x200 metros libres, 4x100 metros estilos y medalla de plata en 200 metros libres.

## Carrera deportiva
En los Juegos Olímpicos de Montreal 1976 ganó cinco medallas: oro en los 100 metros espalda —con un tiempo de 55.49 segundos que fue récord del mundo, oro en 200 metros espalda, nuevamente con récord del mundo (1:59.19 segundos) y plata en los 200 metros libre, tras su compatriota Bruce Furniss; en cuanto a las pruebas grupales, contribuyó a que el equipo estadounidense ganase dos medallas de oro en 4x200 metros libre —por delante de la Unión Soviética y Reino Unido— y 4x100 metros estilos, por delante de Canadá y Alemania Occidental.
Y en el Campeonato Mundial de Natación de 1973 celebrado en Belgrado ganó el bronce en los 200 metros estilo espalda.

## Palmarés internacional
| Juegos Olímpicos               | Juegos Olímpicos      | Juegos Olímpicos  | Juegos Olímpicos |
| Año                            | Lugar                 | Medalla           | Prueba           |
| ------------------------------ | --------------------- | ----------------- | ---------------- |
| 1976                           | Montreal (Canadá)     | Medalla de oro    | 100 m espalda    |
| 1976                           | Montreal (Canadá)     | Medalla de oro    | 200 m espalda    |
| 1976                           | Montreal (Canadá)     | Medalla de oro    | 4x200 m libres   |
| 1976                           | Montreal (Canadá)     | Medalla de oro    | 4x100 m estilos  |
| 1976                           | Montreal (Canadá)     | Medalla de plata  | 200 m libres     |
| Campeonato Mundial de Natación |                       |                   |                  |
| 1973                           | Belgrado (Yugoslavia) | Medalla de bronce | 200 m espalda    |
| 1973                           | Belgrado (Yugoslavia) | Medalla de oro    | 4x100 m estilos  |